# Strophitus
Strophitus é um género de bivalve da família Unionidae.
Este género contém as seguintes espécies:
- Strophitus connasaugaensis
- Strophitus subvexus